# 錫達希爾 (密蘇里州)
錫達希爾（英語：Cedar Hill）是位於美國密蘇里州傑佛遜縣的普查規定居民點。

## 歷史
錫達希爾的郵局自1868年營運至今。

## 人口
根據2020年美國人口普查的數據，錫達希爾的面積為5.94平方千米，皆為陸地。當地共有人口1875人，而人口密度為每平方千米315.66人。